# Anna Wilson-Jones
Anna Wilson-Jones (geboren 1970 in Woking, Surrey) ist eine britische Schauspielerin. Sie erlangte internationale Bekanntheit durch ihre Rolle als Juliet Miller in Hotel Babylon und durch ihre Hauptrolle Sarah in Spaced.

## Karriere
Wilson-Jones spielte im Jahr 2000 die Sandra Harrison in der letzten Episode von Inspector Morse, The Remorseful Day. 2004 und 2005 spielte sie die Rolle Jo Watkins in der von Sky One produzierten Serie Hex. Im Jahr darauf spielte sie Anna in der Channel 4-Adaptation des Romans Sugar Rush. Weitere Rollen spielte sie unter anderem in As If, Monarch of the Glen, Wonderful You, Waterloo Road und Rosemary & Thyme. 2003 hatte sie einen Auftritt in der Episode The language aus der Serie Ashes to Ashes.
Wilson-Jones hatte zudem Auftritte in Inspector Barnaby (2013), der ITV Parapsychologie-Drama afterlife, in der sie die Rolle Jude Bridge, Ex-Frau von Robert Bridge (gespielt von Andrew Lincoln), spielte. Seit Juni 2007 trat sie als Sally in der ITV Drama-Serial The Time of Your Life auf.
2009 spielte sie die Hotelmanagerin Juliet Miller in der Fernsehserie Hotel Babylon.
Ende 2011 erschien sie in „The National Anthem“, der ersten Folge der Anthologieserie Black Mirror. Sie spielt auch in „The Night Watch“ nach dem Roman von Sarah Waters, der 2012 auf BBC erschien. Sie spielt die Figur der lesbischen Schriftstellerin Julia Standing, die während des Zweiten Weltkriegs in London lebt. In der zweiten Staffel von Misfits spielte sie die Laura. Ebenfalls 2011 spielte sie Rosalind Rydell in zwei Folgen der ersten Staffel von Inspector Banks, „Cold is the Grave: Teil 1“ und „Cold is the Grave: Teil 2“.
Im Jahr 2016 trat Wilson-Jones der Besetzung des ITV-Dramas „Victoria“ bei und spielte die Rolle der Emma Portman, Viscountess Portman, eine von Queen Victorias Hofdamen, die in zwei Spielzeiten mit insgesamt elf Auftritten begann. Sie diente auch als Erzählerin für den Roman Victoria, der von der Schöpferin der Fernsehserie, Daisy Goodwin, geschrieben wurde.
Am 9. Januar 2017 erschien Jones als Ellie Timpson in „Silent Witness“ in der Folge „discovery“. Am 10. Februar 2018 erschien Jones als Linda Ashworth in Casualty.
In der zweiten Staffel von PhoneShop auf Channel 4 spielte sie Davinia.

## Leben
Sie ist mit dem Schauspieler Steve John Shepherd verheiratet. Zusammen haben die beiden zwei Töchter (geboren circa 2005 und circa 2007) und einen Sohn (geboren circa 2012).

## Filmografie (Auswahl)
- 1994: The Bill (Fernsehserie, 1 Folge)
- 1999: Spaced (Fernsehserie, 4 Folgen)
- 2000: Inspektor Morse, Mordkommission Oxford (Inspector Morse; Fernsehserie, 1 Folge)
- 2000–2001: Monarch of the Glen (Fernsehserie, 6 Folgen)
- 2001: Randall & Hopkirk – Detektei mit Geist (Randall & Hopkirk (Deceased); Fernsehserie, 1 Folge)
- 2003: Die Mutter – The Mother (The Mother)
- 2004–2005: Hex (Fernsehserie, 10 Folgen)
- 2005: Inspector Barnaby (Midsomer Murders) Fernsehserie, Staffel 8, Folge 5: Erben oder sterben? (Bantling Boy)
- 2006: Sugar Rush (Fernsehserie, 3 Folgen)
- 2008: Ashes to Ashes – Zurück in die 80er (Ashes to Ashes; Fernsehserie, 1 Folge)
- 2009: Hotel Babylon (Fernsehserie, 8 Folgen)
- 2010: Misfits (Fernsehserie, 1 Folge)
- 2011: Black Mirror (Fernsehserie, 1 Folge)
- 2011: Inspector Banks (DCI Banks; Fernsehserie, 2 Folgen)
- 2011: Law & Order: UK (Fernsehserie, 1 Folge)
- 2012: Lewis – Der Oxford Krimi (Lewis; Fernsehserie, 1 Folge)
- 2013: Inspector Barnaby (Midsomer Murders) Fernsehserie, Staffel 15, Folge 4: Der Tod geht ins Kino (Death and the Divas)
- 2016: New Blood – Tod in London (New Blood; Fernsehserie, 1 Folge)
- 2016–2019: Victoria (Fernsehserie, 19 Folgen)
- 2017: Silent Witness (Fernsehserie, 2 Folgen)
- 2018: Casualty (Fernsehserie, 1 Folge)
- 2018: Shakespeare & Hathaway – Private Investigators (Shakespeare & Hathaway; Fernsehserie, 1 Folge)
- 2018: Succession (Fernsehserie, 2 Folgen)
- 2019: A Confession (Fernsehserie, 5 Folgen)
- 2019: Agatha Raisin (Fernsehserie, 1 Folge)
- 2019: Harlots – Haus der Huren (Harlots; Fernsehserie, 4 Folgen)
- 2020: Soulmates (Fernsehserie, 1 Folge)
- 2020: Vera – Ein ganz spezieller Fall (Vera; Fernsehserie, 1 Folge)